# Nanisivik
Nanisivik (inuktitut: "miejsce, gdzie ludzie znajdują rzeczy") – osada na południowym brzegu Cieśniny Lancastera na Ziemi Baffina w terytorium Nunavut w Kanadzie.
Założona jako kopalnia cynku i ołowiu. Zbudowano również port, który był w stanie przyjmować statki do 15 m głębokości. W 2001 r. ludność osady liczyła 77 osób. Po zamknięciu kopalni w 2002 r. osada została opuszczona, a teren był powoli oczyszczany. Ze względu na lokalizację blisko wschodniego wejścia do Przejścia Północno-Zachodniego, w 2007 r. ogłoszono plan odbudowania portu w Nanisivik na potrzeby Kanadyjskich Sił Zbrojnych.
Fiord, na którym znajduje się port w Nanisivik, zamarza w zimie, podobnie jak cała Cieśnina Lancastera.
Osada położona jest około 20 km na wschód od Arctic Bay, oraz około 6 km na północ od lotniska Nanisivik Airport (kod IATA: YSR, kod ICAO: CYSR) ze żwirowym pasem startowym o długości 1951 m.